# 스미스 차트

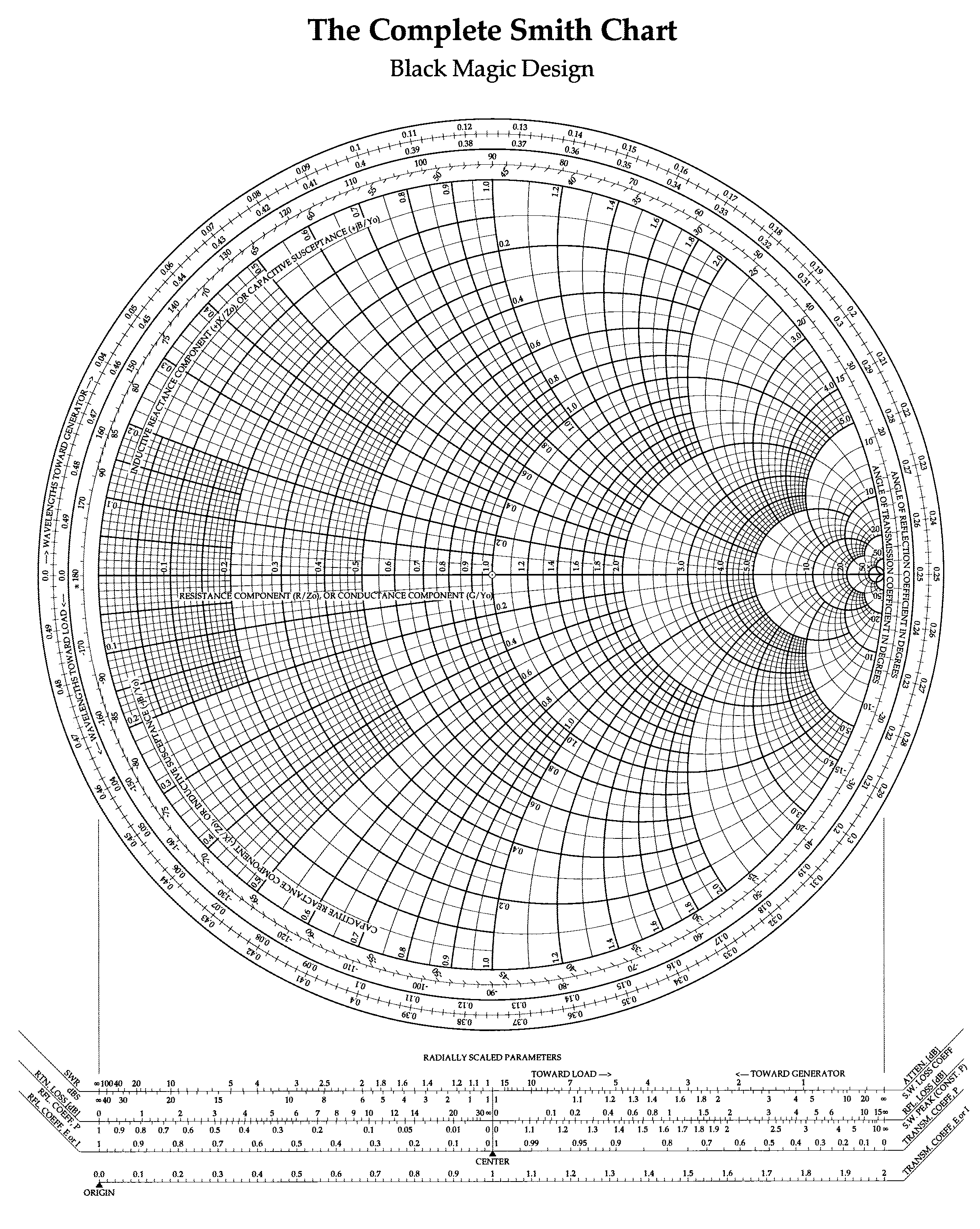
스미스 차트

스미스 차트(Smith chart)는 1939년 필립 스미스(en)가 전송 선로(Transmission line)의 편리한 계산을 위해 고안한 것으로, 복소임피던스를 시각화한 원형의 도표이다.
현재 세계적으로 수많은 RF엔지니어들이 애용하는 그래픽 포맷이자 도구이다. 최근에는 RF tool의 발달로 스미스 차트를 이용한 손계산은 점차 적어지고 있지만, 각종 결과를 스미스 차트로 출력해 봄으로써 전송 선로의 행동특성을 파악할 수 있어 아직까지 업계에서 널리 사용되고 있다.
스미스 차트의 기본은 다음의 식으로 나타낼 수 있다.
{\displaystyle \Gamma ={\frac {z_{L}-1}{z_{L}+1}}}
{\displaystyle \Gamma }는 복소반사계수(산란계수 s 또는 {\displaystyle s_{11}}라고도 불린다), {\displaystyle z_{L}}는 전송선로의 부하의 정규화 임피던스로, {\displaystyle Z_{L}/Z_{0}}과 같다. 이 때,
{\displaystyle Z_{L}}는 부하의 임피던스,
{\displaystyle Z_{0}}은 전송 선로의 특성 임피던스를 가리킨다.
스미스 차트는 데카르트 좌표계를 한쪽 점을 기준으로 원형 좌표계로 변환한 것이라 할 수 있다. 반사계수와 부하 임피던스와의 관계식을 정리해 보면 복소수의 원의 공식으로 변환이 가능하고, 이것을 단계별로 그려 정리하면 된다. 그런데 이렇게 원형 좌표계로 변환하면, 데카르트 좌표계에서 볼 수 없었던 몇 가지 편리한 점이 나타나서 유용하게 활용할 수 있게 된다. 복소 데카르트 좌표계에서는 사방이 무한대로 뻗어나가기 때문에 어느 정도 범위까지 한정된 그래프를 그려야 하지만, 원형 좌표로 하게 되면 무한대의 위치까지 비선형 형태로도 둥근 원 안에 다 표현할 수 있다. 바로 이러한 점이 스미스 차트와 같은 원형 좌표계의 중요한 장점 중 하나이며, 각 실수 또는 허수의 수치변화가 스미스 차트 내에서 임의로 움직이는 것이 아니라 그려진 궤적형상과 동일하게 이동한다는 점을 통해 계산기 없이도 여러 복소변화 계산을 가능하게 한다.